# Varjú Zsigmond
Varjú Zsigmond (Somlóbátor, 1684. március 9. – Marosvásárhely, 1719. augusztus 12.) Jézus-társaságbeli áldozópap és hitszónok.

## Élete
1701. december 28-án lépett a rendbe, a bölcseletet és teológiát Nagyszombatban hallgatta. 1717-ben Besztercebányán a harmadik próbaévét töltötte, a grammatikai osztályokban és a humaniorákban tanár volt. Végül 1718-ban Marosvásárhelyt hitszónok lett.

## Munkája
- Divina Metamorphosis. Seu Hungaria e Gentili Christiana... Tyrnaviae, 1711 (hősköltemény)